# Кашкин, Иван Александрович
Ива́н Алекса́ндрович Кашки́н (24 июня (6 июля) 1899, Москва — 26 ноября 1963, Москва) — советский переводчик, литературовед, критик и теоретик художественного перевода, поэт.

## Биография
Родился в семье военного инженера Александра Дмитриевича Кашкина, учился в московской гимназии. Начало его сознательной жизни и литературной деятельности совпало с Октябрьской революцией, гражданской войной и первыми годами становления советской власти. В 1917 году он был студентом историко-филологического факультета Московского университета. В сентябре 1918 года Кашкин вступил добровольцем в Красную Армию и три года служил рядовым в частях тяжёлой артиллерии. Позднее преподавал в военных училищах. Уволившись из армии, продолжил своё образование. В 1923 году учился в ВЛХИ (не окончил), одновременно преподавая там английский язык. В 1924 году закончил Высшие педагогические курсы иностранных языков Главпрофобра и неофилологическое (литературно-лингвистическое) отделение педагогического факультета 2-го МГУ.
В 1926—1929 годах учился в аспирантуре ГАХН, готовя диссертацию на тему «Североамериканская литература социального протеста в конце XIX и начале XX вв.», но из-за постоянных организационных изменений в академии так и не защитил её. Преподавал английский язык и художественный перевод на Высших курсах иностранных языков при Библиотеке иностранной литературы.
В это время в печати стали появляться первые публикации Кашкина — переводы поэзии и прозы, обычно со вступительными заметками или сопровождающими статьями. Своеобразный творческий облик Кашкина складывался уже в эти годы. К нему в полной мере относятся слова, сказанные А. В. Луначарским в предисловии к сборнику «Современная революционная поэзия Запада», вышедшему в свет в 1930 году:

Русские переводчики оказались на высоте задачи. С чуткостью людей той же эпохи и тех же настроений они сумели точно в смысле содержания и ритма передать песни своих зарубежных братьев.

В 1930—1933 годах Кашкин заведовал английским отделением кафедры художественного перевода в Московском институте новых языков. Член Союза советских писателей. В январе 1939 года награждён орденом «Знак Почёта». В 1944 году защитил в Среднеазиатском университете диссертацию по творчеству Эрнеста Хемингуэя на степень кандидата филологических наук.
В 2007 году вышла поэтическая подборка Ивана Кашкина.
Похоронен на Новодевичьем кладбище в Москве.

## Переведённые произведения
- Эдвин Арлингтон Робинсон — «Мельница», «Ричард Кори».
- Карл Сэндберг — «Чикаго».
- Лэнгстон Хьюз — «Усталый блюз».
- Альфред Эдуард Хаусмен[6]
- Уолт Уитмен[7]
- Роберт Фрост[8]
- Арчибальд Маклиш[9]
- Эдгар Ли Мастерс[10]
- Амброз Бирс — «Словарь Сатаны»
- Эрнест Хемингуэй
- Джеймс Джойс
- Эрскин Колдуэлл
- Джефри Чосер — «Кентерберийские рассказы»
- Джеймс Олдридж — «Дипломат» (совм. с В. Топер и Е. Калашниковой), «Охотник»
- Джон Дос Пассос — «42-я параллель», Москва, издательство «Прогресс», 1981

## Школа художественного перевода Кашкина
Школа художественного перевода, которую создал Кашкин, возникла в самом начале 1930-х годов. Переводческие работы «кашки́нцев» чаще всего представлял журнал «Интернациональная литература». Небольшой группе талантливых переводчиков удалось не только перевести заново многие произведения зарубежных классиков для готовящихся собраний сочинений, но и открыть советским читателям новые имена: Джойс, Колдуэлл, Стейнбек, Голсуорси, Бернард Шоу, Олдридж, Гейм.
Эрнест Хемингуэй в середине 1930-х годов был открыт для советских читателей критической статьёй Кашкина и заговорил по-русски благодаря переводу В. М. Топер. Сам Хемингуэй высоко ценил работу Кашкина и в письме Константину Симонову 20 июня 1946 года писал: «Есть в Советском Союзе молодой (теперь, должно быть, старый) человек по имени Кашкин. Говорят, рыжеволосый (теперь, должно быть, седой). Он лучший из всех критиков и переводчиков, какие мною когда-либо занимались». Фамилию своего переводчика Хемингуэй даже дал одному из героев романа «По ком звонит колокол».
В «могучую кучку» мастеров перевода входили Вера Максимовна Топер, Ольга Петровна Холмская, Евгения Давыдовна Калашникова, Наталья Альбертовна Волжина, Нина Леонидовна Дарузес, Мария Фёдоровна Лорие, Мария Павловна Богословская, Игорь Константинович Романович. К переводчикам младшего поколения, воспитанным «кашкинцами», относятся Нора Галь и Марина Литвинова.

## Теория перевода и критика
В первой половине 1950-х годов Кашкин (уже председатель секции переводчиков Союза писателей) выдвинул теорию «реалистического перевода», увязанную с официальным методом соцреализма. Согласно его статьям и выступлениям, переводчик должен отражать средствами целевого языка не столько текст оригинала, сколько стоящую за ним «реальность авторского видения». Однако представавшую перед автором действительность нужно ещё пропустить через идейный фильтр: отсеять «опадающую со временем шелуху» излишних деталей и выделить «прогрессивное, живое и актуальное для нашего времени». Другим важнейшим требованием к переводу была простота и ясность языка, доступность текста для широкого круга советских читателей. Аналогичные мысли в этот период высказывали А. М. Лейтес и Н. К. Чуковский.
Реалистическому переводу Кашкин противопоставлял «натуралистический» (стремящийся сохранить все смысловые нюансы оригинала), «формалистический» (стремящийся сохранить все особенности формы и стиля) и «импрессионистический» (излишне вольный). 
С этих позиций Кашкин обрушился в особенности на двух переводчиков-современников: Е. Л. Ланна, занимавшегося Диккенсом, и Г. А. Шенгели с его переводом байроновского «Дон Жуана». Переводы Ланна и его жены Александры Кривцовой он ещё в 1930-х годах критиковал за «пассивное калькирование» стиля оригинала, «щеголяние» избыточной точностью, трудный для восприятия синтаксис, но в статьях 1951—1952 гг. к этому добавились намёки более политического характера: так, Кашкин сближает метод Ланна с марризмом, как раз недавно разоблачённым лично Сталиным. Против Шенгели, кроме претензий к удобочитаемости его перевода «Дон Жуана» («формальный подход и стремление передать все мелочи», «пережитки идеалистической эстетики»), главным оружием стал образ полководца А. В. Суворова, «оскорбляющий советского читателя». В результате критики Кашкина и других участников советского литературного процесса перевод Шенгели был полностью вытеснен переводом Т. Г. Гнедич, гораздо более соответствующим как предложенным Кашкиным общим принципам, так и требованиям по «исправлению» характеристики Суворова.

## Награды
- Орден «Знак Почёта» (1939)